# Brandon Williams
Brandon Paul Brian Williams (Manchester, 3 september 2000) is een Engels betaald voetballer die bij voorkeur als linkervleugelverdediger speelt. Hij stroomde in 2019 door vanuit de jeugdopleiding van Manchester United, dat hem later verhuurde aan Norwich City en Ipswich Town, maar verliet de club in 2024. In augustus 2025 tekende hij bij Hull City.

## Clubcarrière

### Manchester United en verhuurperioden
Williams was eerst niet geïnteresseerd in voetbal, maar ging het spelen met zijn neef, waarna hij werd uitgenodgd om te spelen voor het team van een vriend van hem. Hij speelde vanaf zevenjarige leeftijd in de jeugdopleiding van Manchester United en tekende daar op 30 april 2018 zijn eerste profcontract. Per seizoen 2019/20 zat hij regelmatig in de A-selectie. Trainer Ole Gunnar Solskjær liet hem op 25 september 2019 debuteren voor Manchester United, met een invalbeurt voor Phil Jones in de rust tegen Rochdale AFC in de derde ronde van de League Cup. Manchester United bekerde verder na een strafschoppenserie. Williams maakte op 3 oktober 2019 zijn debuut in het internationale clubvoetbal en zijn basisdebuut in de uitwedstrijd tegen AZ in de UEFA Europa League (0–0). Op 17 oktober 2019 werd het contract van Williams bij Manchester United verlengd, tot medio 2022. Drie dagen later maakte Williams zijn Premier League-debuut in de thuiswedstrijd tegen Liverpool FC (1–1) door in de blessuretijd Andreas Pereira te vervangen.
Op 10 november 2019 startte Williams voor het eerst in de basis in de competitie, in de thuiswedstrijd tegen Brighton & Hove Albion (3–1 winst). Hij maakte op 24 november 2019 in de uitwedstrijd tegen Sheffield United het eerste doelpunt van zijn professionele carrière. Hij zorgde voor de 2–1 bij een 3–3 gelijkspel. Later in het seizoen kreeg Williams regelmatig speeltijd. Hij verlengde op 4 augustus 2020 zijn contract bij Manchester United tot medio 2024, met een optie voor nog een jaar. Het seizoen 2020/21 begon echter teleurstellend voor Williams, met weinig speeltijd. Zo speelde Williams slechts zes minuten in de eerste seizoenshelft in de Premier League dat seizoen. Hij bleef op 26 mei 2021 op de reservebank toen Manchester United de UEFA Europa Leaguefinale na een penaltyserie verloor van Villarreal CF.
Williams werd voor het seizoen 2021/22 verhuurd aan promovendus Norwich City. Daar had Williams een basisplaats. Hij debuteerde namens The Canaries bij een 6–0 zege op AFC Bournemouth in de League Cup en zijn competitiedebuut in het geel en groen volgde vier dagen later tegen Leicester City (1–2 nederlaag). Norwich City degradeerde dat seizoen als hekkensluiter echter direct terug naar de Championship. Terug bij Manchester United, met Erik ten Hag als nieuwe trainer en Tyrell Malacia als nieuwe concurrent, kwam Williams in het gehele seizoen 2022/23 slechts één keer in actie voor het eerste, als invaller voor Malacia in de slotfase van het met 2–0 gewonnen League Cup-deal met Burnley FC op 21 december 2022. Hij zat niet bij de wedstrijdselecties voor de finales van de League Cup, die op 26 februari 2023 met 2–0 werd gewonnen van Newcastle United, en de FA Cup, die op 3 juni 2023 met 2–1 verloren ging tegen Manchester City.
Williams werd op 24 augustus 2023 opnieuw verhuurd aan een seizoen, ditmaal aan Ipswich Town, dat het voorgaande seizoen was gepromoveerd naar de Championship. Daar werd hij herenigd met Kieran McKenna, zijn voormalige jeugdtrainer. Hij debuteerde voor The Tractor Boys op 26 augustus 2023, als invaller voor Harry Clarke bij een 3–4 competitienederlaag tegen Leeds United. Drie dagen later maakte hij een eigen doelpunt in de tweede minuut van zijn basisdebuut. Desondanks won Ipswich Town na een penaltyserie van Reading FC in de League Cup. Op 30 september 2023 maakte Williams zijn eerste doelpunt voor de club; de gelijkmaker in het competitieduel op bezoek bij Huddersfield Town (1–1). In de tweede seizoenshelft kwam hij echter niet meer in actie, vanwege persoonlijke omstandigheden. De club promoveerde met een tweede plek naar de Premier League. Williams werd in de zomer van 2024 transfervrij, nadat Manchester United zijn aflopende contract niet verlengde.

### Hull City
Williams vertelde in april 2025 dat hij meerdere aanbiedingen had gekregen, maar er nog niet klaar voor was geweest om weer te voetballen. Na ruim een jaar zonder club speelde hij in de voorbereiding van het seizoen 2025/26 mee bij Hull City. Daar ondertekende hij op 15 augustus 2025 een eenjarig contract, met een cluboptie voor nog een jaar.

## Carrièrestatistieken
| Seizoen         | Club              | Competitie       | Competitie | Beker | Beker | Internationaal | Internationaal | Totaal | Totaal |      |
| Seizoen         | Club              | Competitie       | Wed.       | Dlp.  | Wed.  | Dlp.           | Wed.           | Dlp.   | Wed.   | Dlp. |
| --------------- | ----------------- | ---------------- | ---------- | ----- | ----- | -------------- | -------------- | ------ | ------ | ---- |
| 2019/20         | Manchester United | Premier League   | 17         | 1     | 11    | 0              | 8              | 0      | 36     | 1    |
| 2020/21         | Manchester United | Premier League   | 4          | 0     | 4     | 0              | 6              | 0      | 14     | 0    |
| 2021/22         | → Norwich City    | Premier League   | 26         | 0     | 3     | 0              | —              | —      | 29     | 0    |
| 2022/23         | Manchester United | Premier League   | 0          | 0     | 1     | 0              | 0              | 0      | 1      | 0    |
| 2023/24         | → Ipswich Town    | EFL Championship | 15         | 2     | 2     | 0              | —              | —      | 17     | 2    |
| 2025/26         | Hull City         | EFL Championship | 0          | 0     | 0     | 0              | —              | —      | 0      | 0    |
| Carrière totaal | Carrière totaal   | Carrière totaal  | 61         | 3     | 21    | 0              | 14             | 0      | 96     | 3    |

Bijgewerkt t/m 15 augustus 2025.

## Interlandcarrière
Op 30 augustus 2019 werd Williams voor het eerst opgeroepen voor Engeland onder 20 en hij debuteerde op 5 september 2019 tegen Nederland onder 20 (0–0). In datzelfde jaar speelde hij nog drie wedstrijden voor Engeland onder 20. Op 5 oktober 2020 werd hij voor het eerst opgeroepen voor Engeland onder 21 en debuteerde hij daarvoor op 7 oktober 2020, tegen de leeftijdgenoten van Andorra bij een 3–3 in de EK-kwalificatie.

## Persoonlijk
Williams groeide op in Harpurhey, een buitenwijk in Manchester, en volgde basisonderwijs op de school Harper Mount. Zijn moeder Lisa heeft lang gewerkt bij een klein café in de wijk, met een tentoonstelling van herinneringen aan Williams' carrière, terwijl zijn vader heeft gewerkt als raammonteur. De verdediger heeft een tatoeage van zijn oude straatnaam. Hij was oorspronkelijk van plan het leger te dienen als hij niet zou slagen als voetballer. Williams vertelde in april 2025 dat hij er sinds zijn doorbraak bij Manchester United moeite mee had om onder de aandacht te staan. Zo had hij ook moeite om volledig eerlijk te zijn tegen zijn psycholoog. Hij vertelde na een 4–0 nederlaag van Norwich City tegen West Ham United op 8 mei 2022 eerst bespot en beledigd en vervolgens in zijn auto gevolgd te zijn geweest door fans.
Williams raakte op 20 augustus 2023 betrokken bij een verkeersongeval op de A34, waarna hij in het ziekenhuis behandeld werd voor lichte verwondingen. Williams verklaarde in maart 2025 gevaarlijk gereden te hebben, waarbij getuigen beweerden dat hij de snelheidslimieten had overschreden, telkens scherp remde en een ballon in zijn mond had. Op 23 mei 2025 werd hij voor het verkeersongeval veroordeeld tot een twee jaar voorwaardelijke celstraf van 14 maanden. Ook werd hem voor drie jaar verboden om te rijden en moest hij 180 uur vrijwilligerswerk doen.

## Erelijst
Manchester United
- EFL Cup: 2022/23